# インダストリアルデザイナー
インダストリアルデザイナーとは、工業製品のデザインを手がけるデザイナーのこと。工業デザイナーとも呼称される。

## 概要
狭義には、いわゆる工業製品（具体的には自動車、航空機、船舶、家電製品、医療機器、業務用機器など）の意匠を担当する専門家のこと指すが、インダストリアル（industrial）という言葉が「工業の〜、産業の〜、産業界における〜」という意味の形容詞であるように、産業界に所属して産業に貢献するデザイナーはインダストリアルデザイナーであると言える。工業デザイン以外にも家具やパッケージなどを含んだ製品デザインを包括する概念としてプロダクトデザイナーがある。
かつては、大量生産される消費財を意図的に古臭く、時代遅れであるかのように感じさせ、次々と新しい形状の外観を与えて消費のスピードを加速させるためにインダストリアルデザイナーは利用された。
しかし近年においては資源やエネルギーなどの環境問題が深刻化し、産業のありかたそのものが見直されるとともに、インダストリアルデザイナーの役割にも変化が生じはじめた。現在、インダストリアルデザイナーは具体的な製品のデザインを考えるだけでなく、素材の開発や設計に関与し、生産のシステム全体をデザインするようになりつつある。またその製品や商品がどのような価値を生み出し、どのような行為を誘発し、どのような文化を形成し、どのような時代性を築き上げるかということについてもデザインしている。

## 主なデザイナー

### 日本
- 秋田道夫 - 家電のデザイン
- 飯田吉秋 - プロダクトデザイナー
- 稲川淳二 - タレント活動で著名だが、グッドデザイン賞も受賞しているデザイナーでもある。
- 榮久庵憲司
- 奥山清行 - カーデザイン
- 片岡哲 - プロダクトデザイナー（Walkman、VAIO、Samsung NXなど）
- 川崎和男 - デザインディレクター
- 喜多俊之  - 家電、家具、雑貨のデザイン
- 坂本鐵司－工業デザイン、ユニバーサルデザイン、障害者
- 柴田文江 - 家電、日用品、カプセルホテル
- 田中一雄 - インダストリアルデザイナー
- 中村史郎 - カーデザイン
- 西堀晋 - プロダクトデザイナー
- 深澤直人 - 携帯電話、家電、雑貨のデザイン
- 益田文和 - インダストリアルデザイナー
- 松井龍哉 - ロボットデザイナー
- 水戸岡鋭治 - 建物・鉄道のデザイン
- 山田耕民 - インダストリアルデザイナー
- 山中俊治 - ロボット、プロダクト、インターフェースのデザイン
- 吉岡徳仁 - 東京五輪の聖火リレートーチをデザイン。
- 和田智 - カーデザイン、プロダクトデザイン
- 小杉二郎 - カーデザイン
- 富永直樹 - 電話機のデザイン（後に彫刻家）
- 岡本太郎 - 現代アーティストで有名だが、シンボルマークやロゴマーク等

### ドイツ
- ディーター・ラムス
- ハルトムット・エスリンガー - 国際的なデザインコンサルティング事務所フロッグデザイン主宰するデザイナー
- ルイジ・コラーニ - 生物的シルエットの教祖的存在で、家庭用品からスペースシャトルまで幅広く活動。
- リヒャルト・ザッパー - コンピューター及び家電のデザイン
- フェルディナント・アレクサンダー・ポルシェ
- アレクサンダー・ノイマイスター - 鉄道車両・電子機器のデザイン
- コンスタンティン・グルチッチ（英語版）

### イタリア
- メンフィス (デザイン)
- エットレ・ソットサス - 電機・家具はじめ多岐にわたるプロダクトのデザイン
- ジョルジェット・ジウジアーロ - カーデザイン及びピエトロ・ベレッタ社ガンデザイン
- バッティスタ・ファリーナ - カーデザイン
- ジョヴァンニ・ミケロッティ - カーデザイン
- マルチェロ・ガンディーニ - カーデザイン
- レオナルド・フィオラヴァンティ
- エンリコ・フミア
- ジオ・ポンティ

### フランス
- フィリップ・スタルク - 多岐にわたるプロダクトのデザイン
- レイモンド・ローウィ

### イギリス
- ジョナサン・アイブ - コンピューター及び情報家電のデザイン
- ジェームズ・ダイソン
- バーバー&オズガビー（英語版）

### スウェーデン
- シクステン・セゾン

### アメリカ合衆国
- ロバート・ブルーナー - コンピューター及び情報家電のデザイン
- シド・ミード - SFにおけるデザインを多数発表している。
- チャールズ・イームズ - 建築・家具のデザインを行った。
- ヘンリー・ドレイファス - 黒電話など家電のデザインを行った。
- スティーブ・ジョブズ - 製品のデザイン、および建物の設計